# 8148 Golding
8148 Golding eller 1985 CR2 är en asteroid i huvudbältet som upptäcktes den 15 februari 1985 av den belgiske astronomen Henri Debehogne vid La Silla-observatoriet. Den är uppkallad efter Margarette Oliver Golding.
Asteroiden har en diameter på ungefär 4 kilometer.